# شبی از عشق
شبی از عشق (عربی: Lailat gharam) یک فیلم به کارگردانی احمد بدرخان است که در سال ۱۹۵۱ منتشر شد. از بازیگران آن می‌توان به محمود الملیجی اشاره کرد.
این فیلم به جشنواره فیلم کن ۱۹۵۲ راه یافته‌بود.